# Identities
Pour plus de détails, voir Fiche technique et Distribution.
Identities (Complete Unknown) est un drame britannico-américain écrit et réalisé par Joshua Marston, sorti en 2016.

## Synopsis
Alice est une femme mystérieuse qui arrive à New York pour travailler dans un laboratoire de biologie. Dans une cafétéria, elle fait connaissance avec Clyde et se fait inviter à une soirée d'anniversaire d'un autre homme, Tom. Celui-ci reconnaît Alice, qui était son ancien amour, mais il l'a connue sous un autre nom, Jenny. Ses amis découvrent qu'elle vit sous plusieurs identités mais Tom s'avère être toujours troublé par cette femme.

## Fiche technique
- Titre original : Complete Unknown
- Titre français : Identities
- Réalisation : Joshua Marston

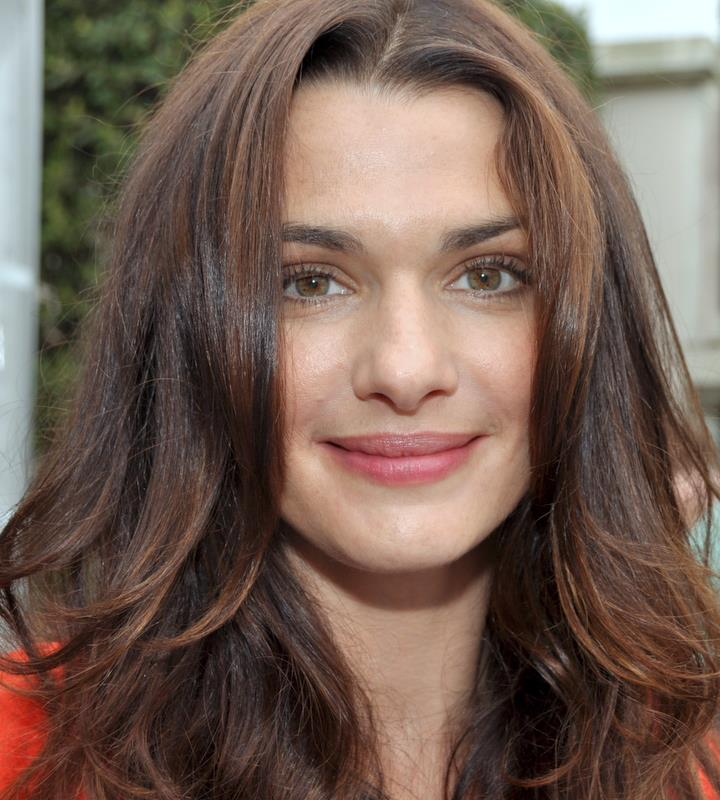
L'actrice principale Rachel Weisz.

- Scénario : Joshua Marston et Julian Sheppard
- Production : Lucas Joaquin, Lars Kundsen et Jan Van Hoy
- Musique : Danny Bensi et Saunder Jurrians
- Photographie : Christos Voudouris
- Montage : Malcolm Jamieson
- Décoration : Philippa Culpepper
- Costumes : Ciera Wells
- Société de production : Parts and Labor, Heron Television et Great Point Media
- Société de distribution : Amazon Studios, IFC Films
- Pays d'origine :  États-Unis,  Royaume-Uni
- Langue : anglais
- Format : couleur
- Genre : Drame
- Durée : 91 minutes
- Date de sortie : 
  - États-Unis et Royaume-Uni : 26 août 2016

## Distribution
- Rachel Weisz (VF : Sarah Woestyn) : Alice Manning
- Michael Shannon (VF : Frank Dacquin) : Tom
- Kathy Bates (VF : Sophie Planet)  : Nina
- Danny Glover (VF : Patrick Pellegrin) : Roger
- Chris Lowell : Brad
- Zach Appelman : Malcolm
- Omar Metwally : Farshad
- Tessa Albertson : Tilda
- Kelly AuCoin : Dave
- Condola Rashad : Sharon
- Azita Ghanizada (VF : Nayeli Forest) : Ramina
- Michael Chernus (VF : Christophe Seugnet) : Clyde
- Frank De Julio (VF : Adrien Solis) : Mark
- Blake DeLong : James
- Charlie Hudson III : Frank

Version Française
- Société de doublage : AC5
- Direction Artistique : Jay Walker
- Adaptation : Alain Leguillon

Source et légende : Version française (VF) sur carton du doublage français